# Romano Lemm
Romano Lemm (* 25. Juni 1984 in Dielsdorf) ist ein ehemaliger Schweizer Eishockeyspieler, der während seiner Karriere nur für den EHC Kloten und den HC Lugano aktiv war. Insgesamt kam er auf 699 Einsätzen in der National League und erzielte dabei 134 Tore und 155 Assists.

## Karriere
Romano Lemm begann seine Karriere als Eishockeyspieler bei den Kloten Flyers aus der Nationalliga A, für die er bereits in der Jugend gespielt hatte. Nachdem der Angreifer in der Saison 2000/01 sein Profidebüt in der Nationalliga B für den HC Thurgau gegeben hatte, stand Lemm erstmals in den Playoffs der Saison 2001/02 für die Kloten Flyers auf dem Eis. Nach acht Jahren bei den Flyers unterschrieb Lemm im Sommer 2008 einen Vertrag bei deren Ligarivalen HC Lugano, mit dem er in den Playoffs der Saison 2008/09 im Viertelfinale am späteren Meister HC Davos in der Best-of-Seven-Serie mit 3:4 scheiterte. Zur Saison 2010/11 kehrte Lemm zu den Kloten Flyers zurück. Er unterschrieb bei seinem Ursprungsverein einen Vertrag für vier Jahre.
Im Oktober 2011 wurde bekannt, dass Lemm einen gutartigen Hirnnerventumor hat und sich einige Tage später einer Operation unterziehen musste. Am 2. November 2012, nach über einem Jahr Pause, spielte Lemm sein erstes Spiel wieder bei den Flyers.
Im April 2020 beendete er seine Karriere.

### International
Für die Schweiz nahm Lemm an den U18-Junioren-Weltmeisterschaften 2001 und 2002, der U20-Junioren-Weltmeisterschaft 2003, sowie den A-Weltmeisterschaften 2005, 2006, 2007, 2008 und 2009 teil. Des Weiteren stand Lemm im Kader der Schweiz bei den Olympischen Winterspielen 2006 in Turin und 2010 in Vancouver.

## Erfolge und Auszeichnungen
- 2001 Silbermedaille bei der U18-Junioren-Weltmeisterschaft

## Karrierestatistik

### International
(Legende zur Spielerstatistik: Sp oder GP = absolvierte Spiele; T oder G = erzielte Tore; V oder A = erzielte Assists; Pkt oder Pts = erzielte Scorerpunkte; SM oder PIM = erhaltene Strafminuten; +/− = Plus/Minus-Bilanz; PP = erzielte Überzahltore; SH = erzielte Unterzahltore; GW = erzielte Siegtore; 1 Play-downs/Relegation; Kursiv: Statistik nicht vollständig)